# Plaster antykoncepcyjny

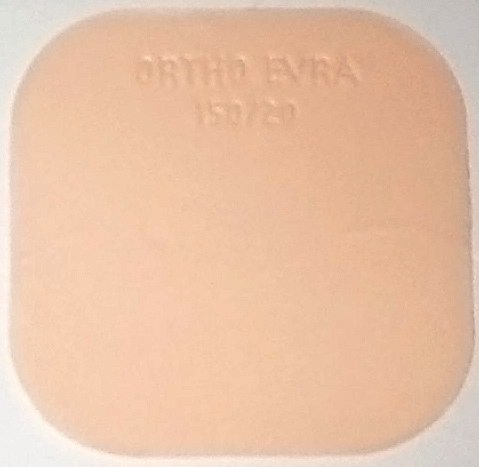
Plaster antykoncepcyjny

Plaster antykoncepcyjny – transdermalny system antykoncepcyjny, hormonalna metoda zapobiegania ciąży. Zawiera dwa składniki aktywne – syntetyczne hormony – etynyloestradiol i norelgestromin, odpowiedniki żeńskich hormonów płciowych estrogenu i progesteronu. Substancje czynne są stopniowo uwalniane z plastra i przez skórę dostają się do krwiobiegu.

## Mechanizm działania

Wahania poziomów hormonów podczas cyklu menstruacyjnego, widoczny pik stężenia LH wywołujący owulację

W plastrach antykoncepcyjnych zawarte są dwa składniki aktywne. Są to syntetyczne odpowiedniki żeńskich hormonów płciowych estrogenu i progesteronu – etynyloestradiol i norelgestromin. Hormony te są stopniowo uwalniane z plastra przez 7 dni i po tym czasie plaster wymienia się na nowy. Po zastosowaniu trzech kolejnych plastrów należy zrobić tygodniową przerwę. Tak stosowane plastry zapewniają skuteczną ochronę antykoncepcyjną przez cały cykl.
Głównym mechanizmem działania plastra antykoncepcyjnego jest zablokowanie skokowego wzrostu stężenia lutropiny (LH) wydzielanego przez przysadkę, co ostatecznie zapobiega owulacji. Dodatkowymi mechanizmami są: zagęszczenie śluzu w szyjce macicy, co może unieruchamiać plemniki, uniemożliwiając im przedostanie się do jajowodów, oraz zahamowanie pogrubienia się endometrium.

## Skuteczność
Prawidłowo stosowane plastry antykoncepcyjne wykazują wysoką skuteczność w zapobieganiu ciąży. Skuteczność metody oceniono w wieloośrodkowym badaniu na 3319 kobietach, w którym oceniono 22 155 cykli. Średnia skuteczność antykoncepcyjna plastrów mierzona wskaźnikiem Pearla wyniosła 0,88 w typowym użyciu i 0,70 przy pełnym zastosowaniu wszystkich zaleceń.

## Sposób użycia
Plastry antykoncepcyjne należy zmieniać co 7 dni. Należy wymieniać je zawsze w tym samym dniu tygodnia, o stałej godzinie. Po zastosowaniu trzech kolejnych plastrów należy zrobić tygodniową przerwę, podczas której zazwyczaj dochodzi do krwawienia (najczęściej rozpoczyna się ono około 3. dnia). Następnie po kolejnych 7 dniach od zdjęcia plastra należy przykleić nowy, nawet jeżeli krwawienie jeszcze nie ustąpiło. Plastry zapewniają ochronę antykoncepcyjną przez cały cykl. Nie ma potrzeby korzystania z dodatkowej antykoncepcji podczas 7-dniowej przerwy.
Plaster należy nalepić na nieowłosioną, czystą, zdrową i suchą skórę. Można go przykleić na górnej części ramienia, udzie, plecach lub pośladku. Nie wolno nalepiać go na piersi. Skóra, na którą nakleja się plaster, nie może być podrażniona ani uszkodzona.

## Przeciwwskazania
Do głównych przeciwwskazań stosowania dopochwowych plastrów antykoncepcyjnych zaliczane są:
- nadwrażliwość na norelgestromin, etynyloestradiol lub inny składnik plastrów,
- ciąża,
- występowanie w przeszłości zakrzepicy żylnej z lub bez zatorem płucnym,
- występowanie w przeszłości zakrzepicy tętniczej,
- dławica piersiowa, przejściowy napad niedokrwienny,
- występowanie uwarunkowanych dziedzicznie lub nabytych predyspozycji do zakrzepicy, m.in. oporność na aktywowane białko C, niedobór antytrombiny III, niedobór białka C, niedobór białka S, hiperhomocysteinemia, występowanie przeciwciał antyfosfolipidowych takich jak przeciwciała antykardiolipinowe i antykoagulant toczniowy[5],
- migrenowe bóle głowy w ogniskowymi objawami neurologicznymi,
- cukrzyca ze zmianami naczyniowymi,
- ciężkie schorzenia wątroby lub występowanie nowotworów wątroby,
- dziedziczna dyslipoproteinemia,
- obecność lub podejrzenie nowotworów złośliwych piersi lub dróg rodnych zależnych od hormonów płciowych,
- niewyjaśnione krwawienia z dróg rodnych[5].

## Interakcje
Preparaty wpływające na metabolizm wątrobowy fenytoina, fenobarbital, prymidon, karbamazepina, ryfampicyna, bosentan, okskarbazepina, topiramat, rytonawir, octan eslikarbazepiny, felbamat, gryzeofulwina, rufinamid, nefinawir, newirapina, efawirenz i produkty zawierające ziele dziurawca zwyczajnego mogą osłabiać działanie antykoncepcyjne plastrów.
Skuteczność antykoncepcyjną plastrów może zaburzać również stosowanie niektórych antybiotyków (penicyliny, tetracykliny). Kobiety przyjmujące antybiotykoterapię powinny w tym czasie stosować dodatkowo metody antykoncepcji mechanicznej.
Hormonalne środki antykoncepcyjne wpływają na metabolizm licznych leków, powodując zwiększenie stężenia niektórych leków (np. cyklosporyna), a niektórych wpływając na zmniejszenie stężenia (np. lamotrygina).

## Skutki uboczne
Plaster antykoncepcyjny może być przyczyną wystąpienia działań niepożądanych. Do występujących częściej niż u 1 na 10 kobiet zalicza się:
- bóle głowy;
- nudności;
- tkliwość piersi.

występujących częściej niż u 1 kobiety na 100, ale rzadziej niż u 1 na 10, zalicza się:
- bóle brzucha, wzdęcia;
- zawroty głowy;
- migreny;
- zakażenia pochwy przez drożdżaki;
- tkliwość piersi;
- zaburzenia nastroju;
- bolesne lub obfite miesiączki;
- krwawienie śródcykliczne;
- trądzik;
- wymioty;
- biegunka;
- reakcje skórne w miejscu przyklejenia plastra;
- skurcze mięśni;
- uczucie zmęczenia lub złe samopoczucie;
- zwiększenie masy ciała[6].

Niezbyt często (częściej niż u 1 kobiety na 1000, ale rzadziej niż u 1 na 100) występują:
- spadek libido;
- obrzęki;
- zespół napięcia przedmiesiączkowego;
- wzrost ciśnienia;
- zaburzenia emocjonalne;
- lęk;
- zaburzenia snu (bezsenność);
- wysypka skórna, zaczerwienienie skóry;
- obrzęk piersi, guzki w piersiach lub nieprawidłowe wytwarzanie mleka;
- krwawienia z pochwy lub suchość pochwy.

Rzadko (u mniej niż 1 kobiety na 1000) występują następujące działania niepożądane:
- zatorowość płucna;
- nieadekwatny płacz;
- żółto-brązowe plamki barwnikowe na skórze twarzy;
- wzrost stężenia cholesterolu we krwi;
- zwiększone libido;
- zapalenie pęcherzyka żółciowego;
- pokrzywka w miejscu przyklejenia plastra;;
- nieregularne krwawienia[6].

### Ryzyko zakrzepowo-zatorowe
Stosowanie złożonych hormonalnych środków antykoncepcyjnych, w tym plastrów antykoncepcyjnych, zwiększa ryzyko wystąpienia choroby zakrzepowo-zatorowej www.mp.pl. Choroba zakrzepowo-zatorowa prowadzi do powstania zakrzepów w żyłach kończyn dolnych, płuc (zator płucny) lub innych narządów. Zakrzepy mogą pojawić się także w tętnicach. Mogą one być bardzo niebezpieczne, szczególnie jeśli zakrzep pojawi się w tętnicy w sercu (co skutkuje zawałem mięśnia sercowego) lub w mózgu (co powoduje udar).
Ryzyko wystąpienia choroby zakrzepowo-zatorowej zwiększa się:
- W przypadku palenia papierosów;
- Z wiekiem;
- W przypadku otyłości;
- W przypadku podwyższonego ciśnienia tętniczego;
- W przypadku, kiedy bliski krewny przebył zawał serca lub udar mózgu w młodym wieku;
- W przypadku, kiedy bliski krewny w młodym wieku chorował na zakrzepicę;
- W przypadku wysokiego stężenia tłuszczów we krwi (cholesterolu lub trójglicerydów);
- W przypadku cukrzycy;
- W przypadku migren;
- W przypadku chorób serca (wad zastawkowych, zaburzeń rytmu serca);
- W okresie okołooperacyjnym lub w przypadku dłuższego unieruchomienia[7].

Kobiety z podwyższonym ryzykiem wystąpienia zakrzepicy nie powinny stosować plastrów antykoncepcyjnych.

### Choroby nowotworowe
Wśród kobiet stosujących złożone hormonalne środki antykoncepcyjne zaobserwowano nieznacznie częstsze zachorowania na nowotwór piersi. Nie stwierdzono, czy jest to spowodowane przyjmowanymi produktami, czy częstszą wykrywalnością tej choroby ze względu na częstsze badania kontrolne wśród tej grupy kobiet.
W rzadkich przypadkach u kobiet stosujących złożone produkty antykoncepcyjne obserwowano pojawienie się nowotworów wątroby. Zazwyczaj są one niezłośliwe.
Stosowanie złożonych produktów antykoncepcyjnych może zmniejszać ryzyko wystąpienia nowotworu endometrium (błony śluzowej trzonu macicy) i jajników. Wpływ hormonalnych plastrów antykoncepcyjnych na nowotwory endometrium i jajników nie został do tej pory potwierdzony.